# Xógum (livro)
Xógum - A Gloriosa Saga do Japão (título original: Shōgun) é um romance escrito em 1975 por James Clavell que se passa por volta de 1600 alguns meses antes da grande batalha de Sekigahara e que relata a ascensão do daimyo "Toranaga" (uma analogia a Tokugawa Ieyasu) ao Xogunato, vista pelos olhos de um piloto Inglês o qual os atos heróicos lembram as façanhas de William Adams.

## Resumo
John Blackthorne é um piloto inglês capitão do Erasmus, um navio holandês que naufragou na costa do Japão. Ele e poucos dos sobreviventes da embarcação holandesa foram capturados por ordem do samurai Omi-san que os manteve aprisionados por dias em um buraco, até que os marinheiros soubessem se comportar de forma civilizada (pelos olhos dos japoneses). O daimyo de Omi-san, Yabu-san chega e resolve executar aleatoriamente um dos navegadores cozinhando-o vivo. Por sugestão de Omi, Yabu decide guardar as armas e o dinheiro que estavam a bordo do Erasmus em favor próprio, mas é traído por um de seus samurais que informa tudo a Toranaga (futuramente senhor, e daymio mais poderoso que Yabu), o que faz com que Yabu dê todos os bens para seu senhor. Como os japoneses não conseguiam pronunciar seu nome, Blackthorne foi chamado de Anjin que significa piloto.
Com um padre jesuíta fazendo o papel de tradutor, o piloto foi interrogado por Toranaga. Por ser protestante ele tentou fazer com que o daimyo ficasse contra os jesuítas, fazendo com que Toranaga se surpreendesse ao saber que o cristianismo era dividido em duas partes nos países europeus. A entrevista acaba quando Ishido, o principal rival de Toranaga, chega querendo saber sobre o "bárbaro", Blackthorne. Toranaga então manda o piloto para a cadeia acusado de pirataria para mantê-lo afastado de Ishido. Na prisão, Blackthorne conhece um padre franciscano quem lhe conta detalhes sobre as conquistas jesuíticas e o as trocas com o navio negreiro (Navio Negro). Os japoneses necessitavem da seda chinesa, porém eles não podiam negociar com os chineses diretamente. Os portugueses atuavam como intermediários, embarcando as mercadorias no Navio Negro, e assim obtendo muito lucro. Com a ajuda do padre, Blackthorne começa a aprender o japonês básico.
Após quatro dias de cativeiro, Blackthorne foi tirado da prisão pelos homens de Ishido mas estes são interrompidos por Toranaga que "captura" o piloto das mãos de seu rival. Em sua próxima entrevista, Toranaga utiliza uma outra tradutora, Mariko, uma japonesa convertida ao cristianismo que se sente dividida entre sua nova fé e sua lealdade por ser samurai e a Toranaga.
No meio de tudo isso, Toranaga (que é um dos regentes) é "obrigado" pelo conselho de regentes a cometer um ritual de suicídio forçado. Para escapar dessa ordem, ele deve escapar do castelo de Osaka, o que é feito com Toranaga se disfarçando de mulher em uma liteira com uma caravana de viajantes saindo do castelo. Blackthorne, por ironia do destino, percebe essa troca, e quando Ishido aparece no portão de saída do castelo e quase descobre a farsa, Blackthorne cria uma confusão salvando Toranaga, começando assim a conquistar a confiança do daimyo que controla a planície de "Kwanto" (que em nosso mundo "real" se chama Kantō), onde atualmente se localiza a cidade de Tóquio.
Aos poucos Blackthorne vai melhorando sua fala japonesa e se adaptando aos japoneses e sua cultura, e muitas vezes aprendendo a respeitá-la. Os japoneses, por outro lado, se sentem cada vez mais incomodados com a presença de Blackthorne, mas ao mesmo tempo ele é de valor inestimável devido a seu conhecimento do mundo. Algo que faz com que os japoneses comecem a pensar de outra forma é a tentativa de Blackthorne de cometer seppuku devido a um insulto. Ele mostrou coragem de tentar cometer suicídio sem perder sua honra o que deixou os japoneses impressionados. A partir disso os japoneses começaram a respeitá-lo mais e ele recebeu o status de samurai e hatamoto. Quanto mais tempo Blackthorne passava com Mariko, mais ele a admirava.
O piloto então fica dividido entre sua afeição por Mariko (que é casada com um poderoso samurai, Buntaro), sua crescente lealdade para com Toranaga, e seu desejo de voltar a navegar a bordo do Erasmus para capturar o Navio Negro.
Paralelamente a todos esses fatos, o livro também conta detalhes da briga entre Toranaga e Ishido, e também relata as manobra políticas da igreja católica romana, particularmente dos jesuítas. Há também os conflitos entre os daimyos cristãos (que estão interessados em preservar e expandir os poderes da igreja católica no Japão) e os daimyos que são contra o Cristianismo e a favor do budismo e do xintoísmo, nativos da região.
Ishido mantém um grande número de familiares de outros daimyos como reféns em Osaka, tratando-os como convidados. Enquanto ele mantê-los como reféns, nenhum outro daimyo, nem mesmo Toranaga ousará atacá-lo. Ishido tem esperanças em forçar Toranaga ao castelo e, na presença de todos os regentes, ordenar Toranaga a cometer suicídio. Para livrá-lo desta situação, Mariko se oferece para ir até o castelo de Osaka e enfrentar Ishido, a fim de libertar todos os reféns. No meio da viagem até Osaka, Mariko e Blackthorne se tornam amantes.
O enredo se divide em dois livros, é uma combinação perfeita de um drama histórico (marcado por romance, sexo, coragem, e religião) e um drama político.

## Veracidade histórica
Assim como outros livros de James Clavell, o enredo e muitos dos personagens são baseados em eventos reais, os quais fazem a ambientação para a história. Os personagens principais em Xógun são baseados na figuras históricas:
- Goroda: Oda Nobunaga
- Nakamura: Toyotomi Hideyoshi
- Toranaga: Tokugawa Ieyasu
- Blackthorne: William Adams
- Ochiba: Yodo-Dono
- Genjiko: Oeyo
- Yaemon: Toyotomi Hideyori
- Sudara: Tokugawa Hidetada
- Ishido: Ishida Mitsunari
- Mariko: Hosokawa Gracia
- Martin Alvito: João Rodrigues
- Akechi Jinsai: Akechi Mitsuhide
- Johann Vinck: Jan Joosten van Lodensteijn
- Swordsmith Murasama: Sengo Muramasa
- Yodoko: Nene
- Paul Spillbergen: Jacob Quaeckernaeck
- Buntaro: Hosokawa Tadaoki
- Hiromatsu: Hosokawa Fujitaka
- Onoshi: Otani Yoshitsugu

O nome do navio Erasmus foi provavelmente tirado do nome do navio De Liefde, que foi pilotado por William Adams e que atracou na costa do Japão em 1600. O Erasmus "verdadeiro" foi renomeado para se encaixar com os nomes de outros quatro navios da expedição que deixou a Holanda em 1598.
O livros está repleto de anacronismos. Um exemplo disto é que logo no começo do livro, foi dito que um personagem praticava judô, sendo que essa arte marcial ainda não havia sido desenvolvida.

## Adaptações
O livro foi adaptado para uma minissérie de televisão, um musical da Broadway e diversos jogos de computador.
A minissérie, Shōgun, foi produzida em 1980. Com duração de nove horas (vinte, considerando os comerciais), foi transmitida em cinco noites. Estrelando Richard Chamberlain, Toshiro Mifune, Yoko Shimada e John Rhys-Davies. A minissérie foi editada para uma versão de duas horas (para os cinemas).
Existem três jogos de computador baseados no livro. Dois adventures de texto, com gráficos fracos que foram produzidos para Amiga e PC, e vendidos com o nome de James Clavell's Shogun, pela Infocom, e Shogun (Mastertronic). Por fim um adventure com gráficos foi desenvolvido para Commodore 64 em 1986. Nenhum desses jogos estão disponíveis para a compra atualmente.
Em agosto de 2018 durante um evento da Television Critics Association, o FX anunciou que estava fazendo uma nova adaptação do livro em formato de série. As filmagens começaram em 22 de setembro de 2021 e terminaram em 2 de julho de 2022. A produção será composta por 10 episódios como uma minissérie e será produzida pela FX Productions e DNA Television com distribuição da Disney Platform Distribution. É esperado que a série seja lançada em 2023 através do FX on Hulu nos Estados Unidos, no Disney+ no hub de conteúdo Star em territórios internacionais e no Star+ na América Latina.